# Grover Krantz

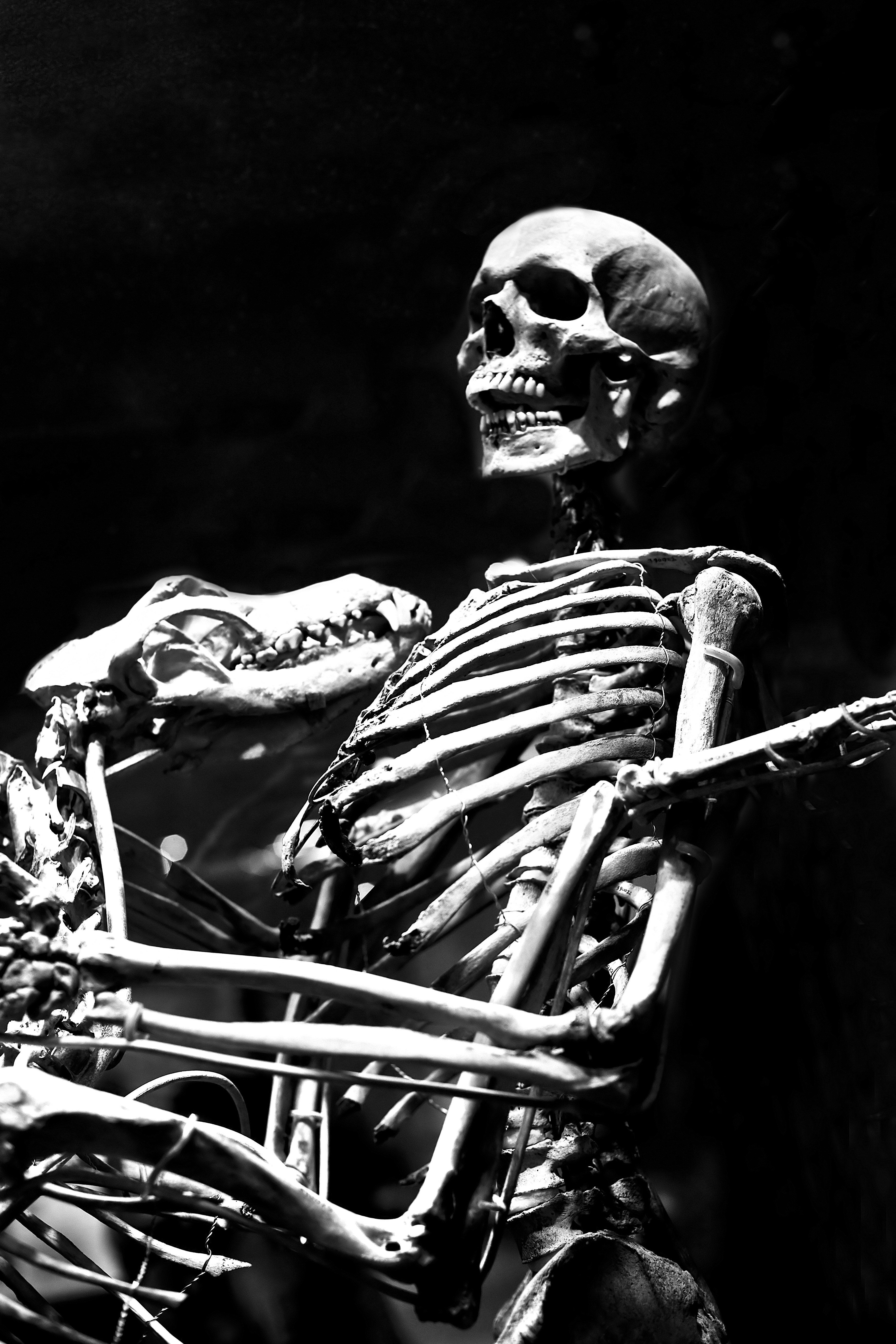
Skelette von Grover Krantz und seinem Wolfshund Clyde in der Smithsonian Institution

Grover Sanders Krantz (* 5. November 1931 in Salt Lake City; † 14. Februar 2002 in Port Angeles, Washington, USA) war Professor für Anthropologie an der Washington State University. Im Lauf seiner Karriere verfasste er mehr als 60 Fachartikel und 10 Bücher zur Stammesgeschichte des Menschen und führte unter anderem Feldforschung in Europa, in China und auf Java durch. Krantz war auch an der Kontroverse um den Kennewick-Mann beteiligt und erreichte gegen den Willen der örtlichen Indianerstämme, dass dieser wissenschaftlich untersucht werden konnte.
Neben seiner Arbeit in evolutionärer Anthropologie und Primatologie beschäftigte sich Krantz auch mit Berichten zu Bigfoot, wofür er von seinen Kollegen zum Teil heftig kritisiert wurde. Seine Fachartikel zu diesem Thema wurden von peer-reviewten Publikationen mehrfach abgelehnt. Er gilt als der einzige Wissenschaftler, der sich in jüngerer Zeit ernsthaft mit dem Thema beschäftigt hat.

## Biographie
Krantz wurde 1931 in Salt Lake City geboren. Seine Eltern waren gläubige Mormonen, er selbst war aber nicht religiös. Ab 1949 studierte er für ein Jahr an der University of Utah und meldete sich danach zur Air National Guard, aus der er 1953 ehrenhaft entlassen wurde. Anschließend setzte er sein Studium an der University of California, Berkeley fort und erhielt dort 1955 den Bachelor of Science, 1958 den Master of Science. 1971 promovierte er an der University of Minnesota mit der Dissertation The Origins of Man zum Doktor der Philosophie (PhD). Er war dreizehn Jahre lang mit Evelyn Einstein verheiratet.
In den frühen 1960er Jahren arbeitete Krantz als Assistent am Phoebe A. Hearst Museum of Anthropology in Berkeley, bevor er 1968 an die Washington State University berufen wurde, an der er bis zu seiner Pensionierung 1998 blieb. Nach seinem Tod stiftete die Washington State University zu seinen Ehren ein Stipendium zur Unterstützung von Forschungen auf dem Gebiet der Anthropologie, linguistischen Archäologie und/oder menschlichen Demographie.
In den 1970er Jahren erforschte Krantz Fossilien von Ramapithecus, einer ausgestorbenen Primatengattung, die von vielen Anthropologen als Vorfahr des modernen Menschen betrachtet wurde, und widerlegte diese Hypothese. Sein Interesse galt auch Homo erectus, besonders in Bezug auf die Entwicklung der Sprache und möglicher Jagdstrategien, die ihm zufolge für viele der anatomischen Unterschiede zwischen H. erectus und dem modernen Menschen verantwortlich seien. Weitere Studien beschäftigten sich mit dem Erscheinen des Menschen im prähistorischen Europa, der Entwicklung der indoeuropäischen Sprachen und der Funktion des Processus mastoideus. Daneben publizierte Krantz auch über die Entwicklung altsteinzeitlicher Werkzeuge, Taxonomie und Kultur der Neandertaler, die Quartäre Aussterbewelle, Schwankungen des Meeresspiegels sowie die Rolle des Geschlechtsverkehrs bei Urmenschen. 1984 erhielt er hohe Punktzahlen im Miller Analogies Test und wurde daraufhin in die Hoch-IQ-Gesellschaft Intertel aufgenommen.
1996 war Krantz an der Kontroverse um den prähistorischen Kennewick-Mann beteiligt und vertrat im wissenschaftlichen Diskurs wie auch vor Gericht die Meinung, dass dieser aufgrund seiner anatomischen Merkmale kein direkter Vorfahre der heutigen nordamerikanischen Ureinwohner sein könne und darum auch nicht unter die Bestimmungen der Native American Graves Protection and Repatriation Act falle. Die Überreste wurden schließlich zur Erforschung freigegeben. Nach einer Neubewertung des NAGPRA 2010 wurde auch die Rückgabe des Kennewick-Manns an die Völker des Columbia-Plateaus erwogen und 2017 umgesetzt. Am 17. Februar 2017 wurden die Überreste an einem unbekannten Ort beigesetzt.

## Bigfoot-Forschung
Krantz beschäftigte sich ab 1963 auch mit der Erforschung des Bigfoot, für den er den Namen Sasquatch verwendete, eine Anglisierung des Wortes sásq’ets ([ˈsæsqʼəts], wilder Mann) aus der Halkomelem-Sprache. Da er dafür von seinen Forscherkollegen oft kritisiert wurde und seine entsprechenden Manuskripte von peer-reviewten Journals abgelehnt wurden, veröffentlichte er einige populärwissenschaftliche Bücher zum Thema und trat auch des Öfteren in Fernsehsendungen zum Thema auf. Seine Hypothese zur Erklärung der Berichte über den „Affenmenschen“ waren überlebende Restpopulationen von Gigantopithecus, die vor 300.000 Jahren über die Bering-Landbrücke von Ostasien nach Nordamerika eingewandert seien, die später auch von den ersten Menschen zur Besiedelung Nordamerikas genutzt worden war. 1971 veröffentlichte er seinen ersten Fachartikel zum Thema in den North American Research Notes.
Im Januar 1985 versuchte Krantz an einem Kongress der International Society of Cryptozoology den Bigfoot als Gigantopithecus blacki wissenschaftlich zu beschreiben. Dies wurde von der International Commission on Zoological Nomenclature abgelehnt, weil G. blacki als Taxon bereits existierte und Krantz über keinen Holotyp verfügte. Krantz argumentierte, dass seine Gipsabgüsse der Fußspuren als Holotyp genügten und schlug später G. canadensis als Namen vor. Sein entsprechendes Manuskript „A Species Named from Footprints“ wurde von wissenschaftlichen Publikationen abgelehnt.

## Tod und Nachleben
Grover Krantz verstarb am 14. Februar 2002 in seinem Haus in Port Angeles an Bauchspeicheldrüsenkrebs. Er stellte seinen Körper der Forschung zur Verfügung, verband damit aber die Bedingung, dass sein Skelett zusammen mit denen seiner Irischen Wolfshunde Clyde, Icky und Yahoo aufbewahrt werden müsse. Im Jahr 2009 wurde sein Skelett zusammen mit Clydes Skelett im National Museum of Natural History der Smithsonian Institution als Teil einer Sonderausstellung zur Osteologie ausgestellt.

## Publikationen (Auswahl)
- Climatic Races and Descent Groups (1980, ISBN 0-8158-0390-7)
- The Process of Human Evolution (1982, 1995, ISBN 0-87073-347-8)
- Geographical Development of European Languages (1988, ISBN 0-8204-0800-X)
- Only A Dog (1998, 2008, ISBN 978-988-17324-1-5)

- The Scientist Looks at the Sasquatch (Moscow: University Press of Idaho, 1977, mit Roderick Sprague)
- The Scientist Looks at the Sasquatch II (Moscow: University Press of Idaho, 1979, mit Roderick Sprague)
- Big Footprints: A Scientific Inquiry Into the Reality of Sasquatch (Boulder: Johnson Books, 1992)
- Bigfoot Sasquatch Evidence (Seattle: Hancock House, 1999 ISBN 0-88839-447-0)